# Indy NXT 2024
La stagione 2024 è stata la 22ª stagione del campionato Indy NXT, serie propedeutica della IndyCar Series. Il campionato fino prima del 2023 era conosciuto con il nome Indy Lights, ma con acquisizione della serie da parte di Penske Entertainment, nel 2022 viene rinominato.

## Calendario
Il calendario per la stagione 2024 è stato annunciato il 4 ottobre 2023. 
| Rd. | Data         | Circuito                                 | Città                     |
| --- | ------------ | ---------------------------------------- | ------------------------- |
| 1   | 10 marzo     | C Circuito cittadino di Saint Petersburg | Saint Petersburg, Florida |
| 2   | 28 aprile    | R Barber Motorsports Park                | Birmingham, Alabama       |
| 3   | 10 maggio    | R Indianapolis Motor Speedway            | Speedway, Indiana         |
| 4   | 11 maggio    | R Indianapolis Motor Speedway            | Speedway, Indiana         |
| 5   | 2 giugno     | C Circuito di Detroit                    | Detroit, Michigan         |
| 6   | 18 giugno    | R Road America                           | Elkhart Lake, Wisconsin   |
| 7   | 22 giugno    | R Circuito di Laguna Seca                | Monterey, California      |
| 8   | 23 giugno    | R Circuito di Laguna Seca                | Monterey, California      |
| 9   | 7 luglio     | R Circuito di Mid-Ohio                   | Lexington, Ohio           |
| 10  | 13 luglio    | O Iowa Speedway                          | Newton, Iowa              |
| 11  | 17 agosto    | O World Wide Technology Raceway          | Madison, Illinois         |
| 12  | 25 agosto    | R Portland International Raceway         | Portland, Oregon          |
| 13  | 31 agosto    | O Miglio di Milwaukee                    | West Allis, Wisconsin     |
| 14  | 15 settembre | C Nashville Street Circuit               | Nashville, Tennessee      |

     Ovale corto/Superspeedway
     Circuito stradale
     Circuito cittadino

## Piloti e Team
| Team                            | N. | Piloti                 | Gare          |
| ------------------------------- | -- | ---------------------- | ------------- |
| Abel Motorsport                 | 21 | Josh Mason R           | 1-2           |
| Abel Motorsport                 | 21 | Jordan Missig R        | 3-4, 6, 9, 11 |
| Abel Motorsport                 | 22 | Yuven Sundaramoorthy R | Tutti         |
| Abel Motorsport                 | 51 | Jacob Abel             | Tutti         |
| Andretti Global                 | 26 | Louis Foster           | Tutti         |
| Andretti Global                 | 27 | Bryce Aron R           | Tutti         |
| Andretti Global                 | 28 | Jamie Chadwick         | Tutti         |
| Andretti Global                 | 29 | James Roe Jr.          | Tutti         |
| Andretti Cape                   | 2  | Salvador de Alba R     | Tutti         |
| Andretti Cape                   | 3  | Michael d'Orlando R    | 1-6           |
| HMD Motorsports                 | 7  | Christian Bogle        | Tutti         |
| HMD Motorsports                 | 10 | Reece Gold             | Tutti         |
| HMD Motorsports                 | 11 | Nolan Allaer R         | Tutti         |
| HMD Motorsports                 | 14 | Josh Pierson           | Tutti         |
| HMD Motorsports                 | 17 | Callum Hedge R         | Tutti         |
| HMD Motorsports                 | 18 | Caio Collet R          | Tutti         |
| HMD Motorsports                 | 23 | Jonathan Browne R      | Tutti         |
| HMD Motorsports                 | 33 | Niels Koolen R         | 1-8           |
| HMD Motorsports                 | 33 | Jagger Jones           | 9-            |
| HMD Motorsports                 | 39 | Nolan Siegel           | 1-5           |
| HMD Motorsports                 | 39 | Kiko Porto R           | 6             |
| HMD Motorsports                 | 39 | Christian Brooks R     | 7-            |
| HMD Motorsports with Force Indy | 99 | Myles Rowe R           | Tutti         |
| Juncos Hollinger Racing         | 75 | Ricardo Escotto R      | 5, 7–8, 13–14 |
| Juncos Hollinger Racing         | 76 | Lindsay Brewer R       | 1-8           |
| Miller Vinatieri Motorsports    | 40 | Jack William Miller R  | Tutti         |

 R  In competizione per il premio del miglior debuttante dell'anno (Rookie of the Year).

## Riassunto stagione
| Gara | Tracciato        | Pole position  | Giro veloce  | Più giri in testa | Vincitori      | Vincitori       | Note   |
| Gara | Tracciato        | Pole position  | Giro veloce  | Più giri in testa | Piloti         | Team            | Note   |
| ---- | ---------------- | -------------- | ------------ | ----------------- | -------------- | --------------- | ------ |
| 1    | Saint Petersburg | Nolan Siegel   | Reece Gold   | Nolan Siegel      | Nolan Siegel   | HMD Motorsports | [ 20 ] |
| 2    | Barber           | Jacob Abel     | Caio Collet  | Jacob Abel        | Jacob Abel     | Abel Motorsport | [ 21 ] |
| 3    | Indianapolis     | Jacob Abel     | Jacob Abel   | Jacob Abel        | Jacob Abel     | Abel Motorsport | [ 22 ] |
| 4    | Indianapolis     | Jacob Abel     | Louis Foster | Caio Collet       | Louis Foster   | Andretti Global | [ 23 ] |
| 5    | Detroit          | Louis Foster   | Louis Foster | Louis Foster      | Louis Foster   | Andretti Global | [ 24 ] |
| 6    | Road America     | Jamie Chadwick | Jacob Abel   | Jamie Chadwick    | Jamie Chadwick | Andretti Global | [ 25 ] |
| 7    | Laguna Seca      | Louis Foster   | Louis Foster | Louis Foster      | Louis Foster   | Andretti Global | [ 26 ] |
| 8    | Laguna Seca      | Louis Foster   | Louis Foster | Louis Foster      | Louis Foster   | Andretti Global | [ 26 ] |
| 9    | Mid-Ohio         | Caio Collet    | Caio Collet  | Caio Collet       | Caio Collet    | HMD Motorsports | [ 27 ] |
| 10   | Iowa             | James Roe Jr.  | Caio Collet  | James Roe Jr.     | Louis Foster   | Andretti Global | [ 28 ] |
| 11   | World Wide       | Louis Foster   | Louis Foster | Louis Foster      | Louis Foster   | Andretti Global | [ 29 ] |
| 12   | Portland         | Louis Foster   | Louis Foster | Jacob Abel        | Jacob Abel     | Abel Motorsport | [ 30 ] |
| 13   | Milwaukee        | Louis Foster   | Louis Foster | Louis Foster      | Louis Foster   | Andretti Global | [ 31 ] |
| 14   | Nashville        | Louis Foster   | Jacob Abel   | Louis Foster      | Louis Foster   | Andretti Global |        |

## Classifiche
Sistema punteggio
| Position         | 1° | 2° | 3° | 4° | 5° | 6° | 7° | 8° | 9° | 10° | 11° | 12° | 13° | 14° | 15° | 16° | 17° | 18° | 19° | 20° |
| Punti (Stradali) | 30 | 25 | 22 | 19 | 17 | 15 | 14 | 13 | 12 | 11  | 10  | 9   | 8   | 7   | 6   | 5   | 4   | 3   | 2   | 1   |
| Punti (Ovali)    | 45 | 38 | 33 | 29 | 26 | 23 | 21 | 20 | 18 | 17  | 15  | 14  | 12  | 11  | 9   | 8   | 6   | 5   | 4   | 2   |

- Punto addizionale al pilota che fa la pole.
- Punto addizionale al pilota con più giri in testa.

### Classifica piloti
| Pos | Piloti                 | STP | ALA | IMS | IMS | DET | ROA | LAG | LAG | MOH | IOW | GAT | POR | MIL | NSH | Punti |
| --- | ---------------------- | --- | --- | --- | --- | --- | --- | --- | --- | --- | --- | --- | --- | --- | --- | ----- |
| 1   | Louis Foster           | 3   | 5   | 7   | 1L  | 1L* | 2   | 1L* | 1L* | 2   | 1L  | 1L* | 2   | 1L* | 1L* | 639   |
| 2   | Jacob Abel             | 2   | 1L* | 1L* | 2   | 5   | 3   | 3   | 11  | 3   | 15  | 2   | 1L* | 2   | 8   | 517   |
| 3   | Caio Collet RY         | 7   | 4   | 19  | 3L* | 2   | 5   | 2   | 2   | 1L* | 17  | 14  | 4   | 8   | 3   | 436   |
| 4   | Callum Hedge R         | 11  | 9   | 4   | 10  | 3   | 6   | 12  | 16  | 4   | 4   | 5   | 13  | 11  | 16  | 332   |
| 5   | Salvador de Alba R     | 9   | 10  | 11  | 9   | 7   | 21  | 11  | 5   | 16  | 3   | 4   | 12  | 3   | 5   | 331   |
| 6   | James Roe Jr.          | 16  | 3   | 15  | 4   | 16  | 18  | 5   | 19  | 15  | 2L* | 10  | 16  | 6   | 4   | 316   |
| 7   | Jamie Chadwick         | 20  | 20  | 3   | 16  | 12  | 1L* | 9   | 6   | 10  | 7   | 16  | 14  | 5   | 17  | 310   |
| 8   | Yuven Sundaramoorthy R | 12  | 21  | 20  | 21  | 14  | 9   | 4   | 4   | 14  | 10  | 3   | 8   | 7   | 2   | 309   |
| 9   | Bryce Aron R           | 19  | 8   | 14  | 19  | 20  | 8   | 16  | 3   | 18  | 8   | 6   | 3   | 4   | 7   | 302   |
| 10  | Reece Gold             | 5   | 11  | 6   | 11  | 6   | 4   | 14  | 18  | 6   | 12  | 12  | 6   | 17  |     | 289   |
| 11  | Myles Rowe R           | 8   | 6   | 5   | 7   | 4   | 19  | 6   | 17  | 19  | 18  | 17  | 7   | 15  | 14  | 285   |
| 12  | Christian Bogle        | 10  | 13  | 9   | 15  | 11  | 14  | 7   | 8   | 11  | 6   | 8   | 11  | 14  | 11  | 284   |
| 13  | Jonathan Browne R      | 6   | 14  | 8   | 8   | 9   | 17  | 15  | 20  | 7   | 9   | 11  | 10  | 9   | 12  | 279   |
| 14  | Josh Pierson           | 13  | 17  | 21  | 12  | 8   | 7   | 13  | 9   | 9   | 11  | 13  | 9   | 12  | 10  | 264   |
| 15  | Jack William Miller R  | 18  | 12  | 16  | 18  | 15  | 15  | 10  | 10  | 12  | 14  | 18  | 15  | 16  | 15  | 216   |
| 16  | Christian Brooks R     |     |     |     |     |     |     | 8   | 7   | 5   | 5   | 7   | 5   | 10  | 9   | 208   |
| 17  | Nolan Siegel           | 1L* | 2   | 2   | 5   | 18  | Wth |     |     |     |     |     |     |     |     | 177   |
| 18  | Michael d'Orlando R    | 4   | 7   | 12  | 6   | 10  | 11  |     |     |     |     |     |     |     | 6   | 171   |
| 19  | Nolan Allaer R         | 14  | 18  | 13  | 17  | 17  | 10  | 20  | 14  | 8   |     |     |     |     | 13  | 158   |
| 20  | Niels Koolen R         | 21  | 15  | 10  | 14  | 13  | 13  | 19  | 12  |     | 13  |     |     |     |     | 140   |
| 21  | Lindsay Brewer R       | 15  | 19  | 17  | 20  | 19  | 16  | 17  | 15  |     |     |     |     |     |     | 102   |
| 22  | Jordan Missig R        |     |     | 18  | 13  |     | 20  |     |     | 17  |     | 9   |     |     |     | 74    |
| 23  | Ricardo Escotto R      |     |     |     |     | 21  |     | 18  | 13  |     |     |     | 17  | 13  |     | 59    |
| 24  | Taylor Ferns R         |     |     |     |     |     |     |     |     |     | 16  | 15  |     | 18  | 18  | 53    |
| 25  | Josh Mason R           | 17  | 16  |     |     |     |     |     |     |     |     |     |     |     |     | 27    |
| 26  | Kiko Porto R           |     |     |     |     |     | 12  |     |     |     |     |     |     |     |     | 18    |
| 27  | Jagger Jones           |     |     |     |     |     |     |     |     | 13  |     |     |     |     |     | 17    |
| Pos | Piloti                 | STP | ALA | IMS | IMS | DET | ROA | LAG | LAG | MOH | IOW | GAT | POR | MIL | NSH | Punti |

### Classifica Team
- I team con una sola auto hanno ricevuto 3 punti bonus come equivalenza ai team con più auto.
- Solo i due migliori risultati contano per i team che schieravano più di due vetture.

| Pos | Team                            | Punti |
| --- | ------------------------------- | ----- |
| 1   | Andretti Global                 | 428   |
| 2   | HMD Motorsports                 | 351   |
| 3   | Abel Motorsports                | 310   |
| 4   | Andretti Cape Indy NXT          | 167   |
| 5   | HMD Motorsports with Force Indy | 113   |
| 6   | Miller Vinatieri Racing         | 79    |
| 7   | Juncos Hollinger Racing         | 40    |
| Pos | Team                            | Punti |